# WH Smith Literary Award
Der WH Smith Literary Award war ein Literaturpreis, der 1959 von Großbritanniens führender Bücher- und Zeitschriftenkette WHSmith gestiftet wurde. Das Ziel des Literaturpreises wurde damit beschrieben, Autoren des britischen Commonwealth zu ermutigen und ihnen internationale Wertschätzung zu verschaffen ("encourage and bring international esteem to authors of the British Commonwealth"). Ursprünglich stand die Teilnahme am Wettbewerb nur Einwohnern des  Vereinigten Königreiches, des Commonwealth und der Republik Irland offen, zuletzt wurden aber auch ausländische Werke in Übersetzung und Werke von Autoren aus den Vereinigten Staaten zugelassen. Die letzten drei Gewinner waren die US-Amerikaner Philip Roth, Donna Tartt und Richard Powers, und 2005 war das letzte Jahr, in dem der Preis vergeben wurde.

## Preisträger
1959 Patrick White, Voss 

1960 Laurie Lee, Cider With Rosie 

1961 Nadine Gordimer, Friday's Footprint 

1962 J. R. Ackerley, We Think the World of You 

1963 Gabriel Fielding, The Birthday King 

1964 Ernst H. Gombrich, Meditations on a Hobby-Horse, dt.: Meditationen über ein Steckenpferd

1965 Leonard Sidney Woolf, Beginning Again (Autobiografie) 

1966 R. C. Hutchinson, A Child Possessed 

1967 Jean Rhys, Wide Sargasso Sea, dt. Sargasso Sea – Im Meer der Leidenschaft 

1968 V. S. Naipaul, The Mimic Men

1969 Robert Gittings, John Keats: the Living Year 

1970 John Fowles, The French Lieutenant's Woman, dt. Die Geliebte des französischen Leutnants 

1971 Nan Fairbrother, New Lives, New Landscapes 

1972 Kathleen Raine, The Lost Country 

1973 Brian Moore, Catholics, dt.: Katholiken

1974 Anthony Powell, Temporary Kings 

1975 Jon Stallworthy, Wilfred Owen 

1976 Seamus Heaney, North 

1977 Ronald Lewin, Slim: The Standardbearer 

1978 Patrick Leigh Fermor, A Time of Gifts, dt.: Die Zeit der Gaben – Zu Fuß nach Konstantinopel: Von Hoek van Holland an die Donau. Der Reise erster Teil. 

1979 Mark Girouard, Life in the English Country House 

1980 Thom Gunn, Selected Poems 1959-1975 

1981 Isabel Colegate, The Shooting Party  

1982 George Clare, Last Waltz in Vienna 

1983 A. N. Wilson, Wise Virgin 

1984 Philip Larkin, Required Writing 

1985 David Hughes, The Pork Butcher 

1986 Doris Lessing, The Good Terrorist, dt.: Die Terroristin 

1987 Elizabeth Jennings, Collected Poems 1953-1985 

1988 Robert Hughes, The Fatal Shore 

1989 Christopher Hill, A Turbulent, Seditious and Factious People: John Bunyan and His Church 

1990 V. S. Pritchett, A Careless Widow and Other Stories 

1991 Derek Walcott, Omeros (Versepos) 

1992 Thomas Parkenham, The Scramble for Africa

1993 Michèle Roberts, Daughters of the House 

1994 Vikram Seth, A Suitable Boy, dt.: Eine gute Partie 

1995 Alice Munro, Open Secrets, dt.: Offene Geheimnisse 

1996 Simon Schama, Landscape and Memory, dt.: Der Traum von der Wildnis : Natur als Imagination 

1997 Orlando Figes, A People's Tragedy: The Russian Revolution - 1891-1924, dt.: Die Tragödie eines Volkes 

1998 Ted Hughes, Tales From Ovid

1999 Beryl Bainbridge, Master Georgie, dt.: Master Georgie 

2000 Melvyn Bragg, The Soldier's Return 

2001 Philip Roth, The Human Stain, dt.: Der menschliche Makel 

2002 Ian McEwan, Atonement, dt.: Abbitte 

2003 Donna Tartt, The Little Friend, dt.: Der kleine Freund

2004 Richard Powers, The Time of Our Singing, dt.: Der Klang der Zeit 

2005 Philip Roth, The Plot Against America, dt.: Verschwörung gegen Amerika 

## WH Smith Mind-Boggling Book Award
Für einige Jahre bot  W H Smith auch einen Kinderbuchpreis. Die Juroren waren Kinder zwischen neun und zwölf Jahren und die Absicht war, Bücher zu fördern, die „für Kinder in Inhalt und Preis zugänglich waren und ein packendes Lesevergnügen boten.“ (“accessible to children in content and price, as well as offering a gripping read.”)
Die Gewinner waren:
1993 Philip Ridley, Kindlekrax 

1994 Malorie Blackman, Hacker 

1995 Maggie Prince, Memoirs of a Dangerous Alien 

1996 Sharon Creech, Walk Two Moons, dt.: Salamancas Reise